# Кубяши
Кубя́ши (чув. Кӳпеш) — деревня в Красночетайском районе Чувашской Республики. Входит в состав Питеркинского сельского поселения.

## География
Находится в северо-западной части Чувашии у южной границы районного центра села Красные Четаи.

## История
Известна с 1870 года, когда здесь было 326 жителей. В 1897 году было учтено 72 двора и 378 жителей, в 1927—117 дворов и 582 жителя, в 1939—583 жителя, в 1979—416. В 2002 году было 116 дворов, в 2010 — 82 домохозяйства. В 1930 году был образован колхоз «Свет», в 2010 действовало ООО «Телей».

## Население
Постоянное население составляло 239 человек (чуваши 94 %) в 2002 году, 208 в 2010.